# Korfí
Korfí är en ort i Cypern.   Den ligger i distriktet Eparchía Lemesoú, i den centrala delen av landet, 60 km sydväst om huvudstaden Nicosia. Korfí ligger 627 meter över havet och antalet invånare är 173. Den ligger på ön Cypern.
Terrängen runt Korfí är kuperad.Trakten runt Korfí är tätbefolkad, med 613 invånare per kvadratkilometer. Närmaste större samhälle är Limassol, 14,1 km sydost om Korfí. Trakten runt Korfí är i huvudsak ett öppet busklandskap.